# Naja haje
Il cobra egiziano (Naja haje, Linnaeus, 1758), noto anche come urèo (in latino ouraeus o uraeus, derivato dalla parola greca antica οὐραῖος), è un serpente appartenente alla famiglia degli Elapidi.

## Descrizione
Il cobra egiziano è una specie piuttosto grande, con una lunghezza media che oscilla tra 140 e 200 cm. Quella massima registrata, invece, raggiunge quasi i 300 cm. I maschi sono più grandi delle femmine. Il corpo è cilindrico, slanciato e ben proporzionato. La coda è corta. Come tutti i cobra, possiede nel collo delle lunghe costole cervicali che gli permettono di allargare il suo cappuccio. La colorazione varia molto a seconda dell'età. Gli esemplari giovani sono solitamente gialli, rame o rossicci, con macchie marroni; soltanto la testa e il collo sono di un bel colore nero brillante. Con l'avanzare dell'età, comunque, il colore nero si estende su tutto il corpo, relegando il giallo a screziature tra le squame e alle linee ventrali. Il ventre può essere color crema, giallo, marrone, grigio o nero, e spesso presenta macchie scure. Gli esemplari più anziani sono quasi completamente neri. Tuttavia questa specie può essere anche di colore completamente marrone scuro o grigio scuro. La testa è grande, appiattita e poco distinta dal collo. Il muso è ampio e arrotondato. Gli occhi sono di medie dimensioni, con la pupilla rotonda, molto difficile da distinguere. Le squame sono lunghe, lisce e oblique.

## Distribuzione e habitat
L'areale della specie si estende attraverso gran parte del Nordafrica a nord del Sahara e le savane dell'Africa occidentale a sud di esso, fino al bacino del Congo a sud e il Kenya e la Tanzania ad est. Sui testi più vecchi è scritto che la specie è presente anche nell'Africa meridionale e nella penisola arabica, ma le popolazioni ivi presenti vengono attualmente classificate come specie differenti. Questa specie predilige le zone aride con inverni caldi. Si adatta a vivere in diversi tipi di habitat che vanno dalle steppe alle savane, dalle aree semidesertiche ai campi agricoli. È possibile trovarla in zone rocciose, ma anche nei boschi. Ama vivere in prossimità dell'acqua e diversi esemplari sono stati visti nuotare nel mar Mediterraneo.

## Biologia

Cobra egiziano (parte superiore)

Il cobra egiziano è un serpente prevalentemente notturno o crepuscolare. Al mattino è possibile vederlo crogiolarsi al sole per aiutare la sua termoregolazione. In alcune zone è stato comunque visto in attività anche durante il giorno. Gli esemplari adulti si stabiliscono in un territorio all'interno del quale vivono per anni, adottando come rifugio tane di altri animali, termitai o insenature nelle vicinanze. Il cobra egiziano cerca attivamente le sue prede. Per questo è veloce, riesce ad arrampicarsi sugli alberi e a volte penetra nelle abitazioni umane. È anche un eccellente nuotatore. Quando si sente minacciato, tendenzialmente spera di passare inosservato oppure cerca la fuga. Se la minaccia continua ed entra nel raggio di due metri, solleva in verticale la parte anteriore del corpo ed estende il cappuccio. A questo punto spalanca la bocca, sperando di far desistere l'aggressore. Come ultima risorsa difensiva, il cobra egiziano morde.

### Alimentazione
L'alimentazione consiste soprattutto in rospi e piccoli roditori, ma come altri cobra può occasionalmente predare altri serpenti, sauri e uccelli. La preda è ricercata attivamente e, una volta scoperta, azzannata istantaneamente; se la vittima è di piccole dimensioni viene ingollata direttamente, altrimenti il cobra egiziano attende che le sue neurotossine facciano effetto, paralizzandone i centri respiratori.

### Veleno
Il veleno del cobra egiziano, con un LD50 pari a 1,15 mg/kg, fa sì che la specie sia uno dei serpenti più velenosi del continente africano. Per capire la potenza di questo veleno basta pensare che può uccidere un elefante in circa 3 ore e portare un uomo adulto all'arresto respiratorio in meno di mezz'ora. È neurotossico, ma in esso sono state identificate anche delle citotossine che determinano la morte delle cellule. Con un solo morso il cobra egiziano è in grado di inoculare tra i 175 e i 300 mg di veleno, una grande quantità. Fortunatamente, spesso questo cobra morde a secco, cioè senza inoculare veleno. A differenza di altri cobra presenti in Africa, non sputa il veleno. I primi sintomi di avvelenamento possono verificarsi da pochi minuti a 4 ore dopo il morso. I sintomi di avvelenamento più frequenti sono dolore, gonfiore, lividi e/o vesciche nella zona del morso, mal di testa e capogiro, nausea e vomito, dolore addominale e diarrea, convulsioni, collasso e paralisi. La morte sopraggiunge per insufficienza respiratoria o arresto cardiocircolatorio. La specie è responsabile di molti decessi umani, ma contro il suo veleno esistono diversi tipi di antidoto, polivalente, bivalente e monovalente.

### Riproduzione
Vista la grande area di diffusione non si può indicare un preciso periodo riproduttivo, coincidente all'incirca con la nostra primavera per le popolazioni boreali (a nord dell'equatore); in questa fase i maschi fortemente eccitati sono meno irritabili (non dispiegano il cappuccio quando incontrano un rivale o un intruso). Dopo gli accoppiamenti le femmine ricercano un punto adatto e sicuro per deporre le uova, 12-20 e più a seconda della taglia e dell'età, una cavità di un vecchio termitaio sembra il luogo preferenziale. Dopo la deposizione la femmina si trattiene nei pressi, a volte per l'intera incubazione (60-80 giorni), pronta a difendere le uova da possibili predatori. I piccoli nati, lunghi 25-30 cm, presentano, se irritati, già alla nascita la caratteristica postura difensiva e hanno già funzionante l'apparato velenifero.

## Antico Egitto

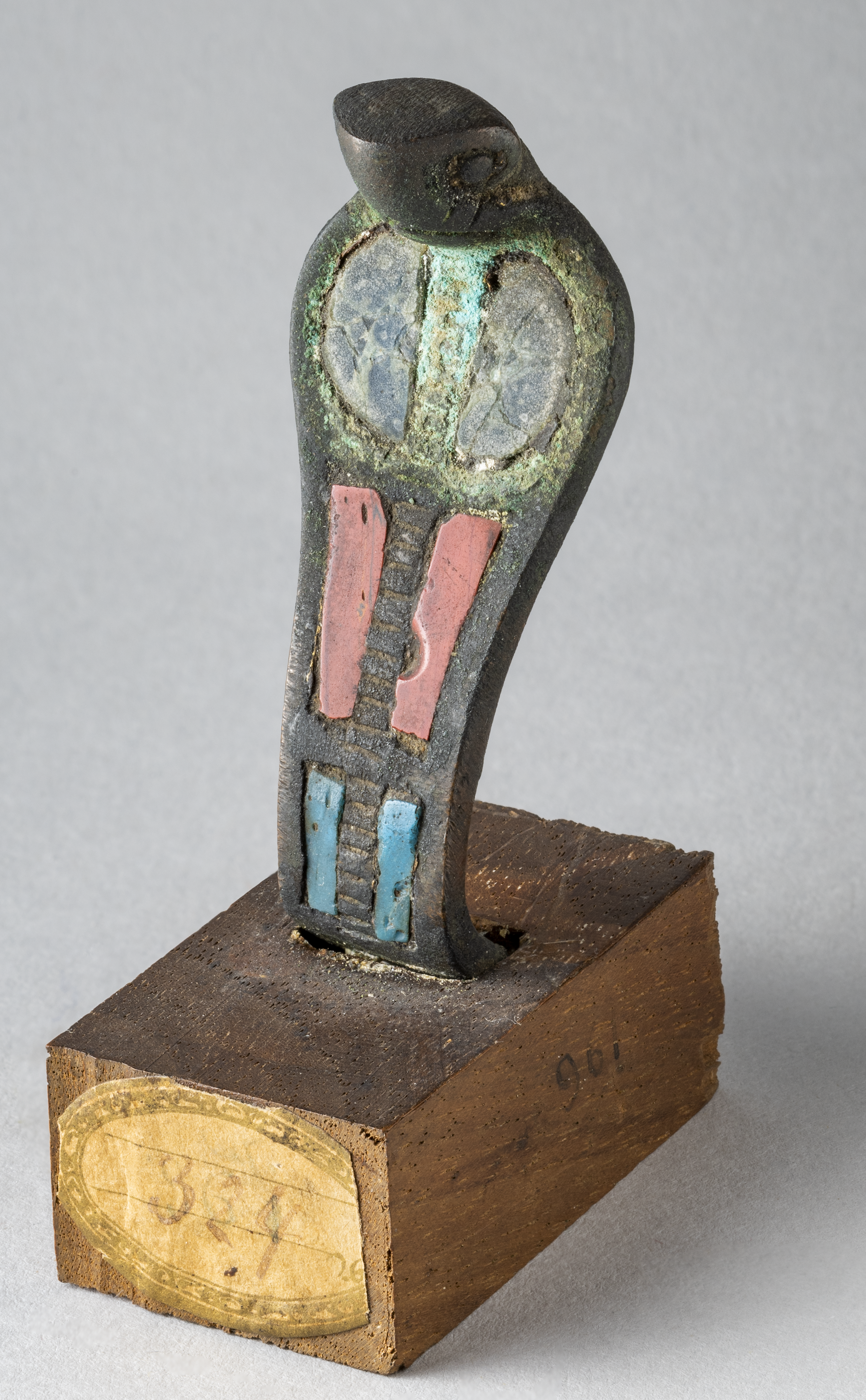
Statuetta di ureo, tra il 722 e il 332 a.C. Periodo tardo dell'Egitto. Museo Egizio, Torino.

Il cobra egiziano era un serpente venerato nell'Antico Egitto. La dea Mertseger veniva infatti rappresentata proprio con la testa di questo serpente. Esso era simbolo di regalità, e non a caso era la specie di cobra stilizzata (ureo) presente sui copricapo dei faraoni: era il serpente sacro alla dea Uadjet, venerata nel 19º distretto del Basso Egitto, una delle due divinità protettrici del sovrano (Le due signore).
Il cobra egiziano è anche, più plausibilmente dell'aspide, il famoso responsabile della morte di Cleopatra. Le fonti antiche, infatti, indicano un aspis, riferendosi ad un generico serpente velenoso. Il termine aspis è stato poi erroneamente tradotto con l'inglese asp, generando una gran confusione.

## Conservazione
Esso non figura tra le specie prese in considerazione dalla IUCN, ma il numero di esemplari sta calando drammaticamente. È una specie molto ricercata dai cacciatori di serpenti, sia per la sua pelle pregiata che per essere venduto vivo agli incantatori di serpenti. Molti esemplari muoiono di fame cadendo in pozzi e nelle cisterne d'acqua, mentre altri vengono uccisi dalle auto o dagli allevatori.